# ويست كوينسي (ميزوري)

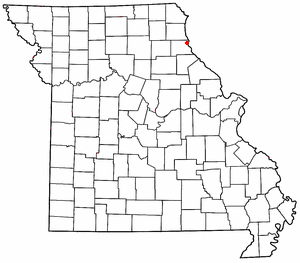
موقع ويست كوينسي، ميزوري

ويست كوينسي (بالإنجليزية: West Quincy)‏ هي إحدى المجتمعات الفردية (غير مصنفة) في مقاطعة ماريون ولاية ميزوري في الولايات المتحدة الأمريكية. وهي تقع على النهر وفي الجانب المقابل تقابلها بلدة كوينسي في إلينويز.